# Афанасиј Шелоумов
Афанасиј Иванович Шелоумов (Афанасий Иванович Шелоумов, Athanas Scheloumoff; 1892 — 1983) био је руски сликар анималиста. Његов омиљени мотив биле су војне битке и коњи. Учествовао је у два светска рата и Руској револуцији.

## Биографија

### Детињство и младост
Афанасиј Шелоумов родио се 1892. године у Каменцу-Подољском. Године 1900. са породицим прелази у јужноукрајински град Балту (Херсонска губернија) познатом по коњским пијацама, где одраста и од своје осме године почиње да слика коње. Од 1904. до 1908. узима приватно часове цртања; 1908. године уписује се на Уметничку школу у Одеси, а после завршетка ове школе наставља образовање на Санкт Петербуршкој академији уметности код Николаја Семјоновича Самокиша (Николай Семёнович Самокиш). Учење је прекинуо Први светски рат.

### Први светски рат
Почетком Првог светског рата, Шелоумов се добровољно јавио за фронт у 10. улански Одески пук. Висок (185 cm), атлетски грађен, неустрашив учесник најопаснијих подухвата (незаменљиви "ловац" извиђач) постао је изврстан борац. Одликован је Војничким крстом Светог Ђорђа (вероватно двапут) и унапређен у чин корнета, а затим у чин потпоручника; добио је "Аненску ленту" (Орден свете Ане IV реда). У рату није рањаван, али замало није погинуо када су га у септембру 1916. у биткама у јужној Добруџи (тада Румунија) бугарски коњаници опколили и избацили из седла, али из неког разлога нису га ни докрајчили ни заробили, можда због словенског братства или захвалности Русима за ослобођење Бугарске 1877-78.

### Грађански рат
Уследиле су револуције, прво Фебруарска, а затим Октобарска, пропаст фронта и "само-демобилизација" руске војске. Потпоручник Шелоумов, који је дао заклетву „јединственом и недељивом Царству“, придружио се Белом покрету, бригади генералштаба, генерал-мајора М.Г. Дроздовског, и са њом, кроз битке код Јашија и Дона, се сјединио са добровољачком војском генерала Корнилова. Тамо га је погодила епидемија тифуса која је покосила редове добровољаца, а он се опоравио тек новембра 1918. године.
У саставу 1. армијског корпуса оружаних снага југа Русије, треће официрске стрељачке дивизије генерала Дроздовског, Шелоумов, тада већ поручник, био је добро упознат са окрутностима грађанског рата, како је говорио, „доживео је много тога што је боље да се никада не доживи“ и  био је „испрскан крвљу дојучерашњих другова у рововима“. Године 1920, као део Руске армије генерала П.Н. Врангела, поражене од црвеноармејаца евакуисан је са Крима у злогласни логор Галипоље. Вероватно му је последњи војни распоред у грађанском рату био у Издвојени коњички дивизион генерала Дроздовског.
Логорски „гладни и хладни“ вишак времена, натерао је 28-годишњег официра, разочараног у све осим уметности, да поново узме оловку и четкицу. Шелоумови „Галипољски албуми“, који су обухватали скице из логора из природе и сцена битака, поново створених из сећања, изазвали су топло одобравање његових несретних другова - припадника Врангелове војске, војске без државе. Они су заправо утрли опробаном ратнику, али уметнику почетнику, пут до професионалне уметности.

### Боравак у Краљевини Југославији
Године 1921. прешао је у Краљевину Срба, Хрвата и Словенаца. У Краљевину СХС почетком двадесетих година прошлог века доспело је између 30.000 и 45.000 Руса. У њиховој колонији у тадашњем Великом Бечкереку било је између 500 и 600 избеглих после Октобарске револуције. У овај део Баната доспео је и Афанасиј Шелоумов заједно са унуком Лава Николајевича Толстоја – Михаилом Ромашкевичем, шест генерала, сликарима А. В. Биценком, Александром Ивановичем Лажечниковим, Костом Елиотом, сценографима Владимиром Ребазовим, архитектом Алексејем Солдатовим и многим другим. Руска колонији изградила је Храм Светог архангела Михаила за који је Шелоумов израдио шест великих икона на иконостасу.
За време окупације ступа 1942. године у Руски заштитни корпус у саставу Вермархта (Russisches Schutzkorps Serbien) који чине око 11,5 хиљада белогардејаца емиграната који су у томе видели шансу да оборе комунистичку власт у Русији. У почетку није морао да учествује у непријатељствима, већ је углавном био укључен у заштиту разних објеката и комуникација. Међутим, како је партизанска народноослободилачка војска жестоким борбама притискала окупаторе и колаборационисте, 1944-45 Шелоумов се поново борио са пушком у рукама „против Црвених“, очајнички као некада у грађанском рату - нажалост, на погрешној и злочиначкој страни рата. И кад је све било готово, 12. маја 1945. године, остаци „корпуса“ завршавају своју крваву сагу предајом британским трупама у Аустрији. Шелоумов није изручен совјетским војним властима, јер "никада није био совјетски грађанин".

### Западна Немачка
Највећи део живота, 38 година (од 1945. па до смрти 1983) провео је у Штарнбергу, близу Минхена. До краја живота био је ментално очуван и способан да слика. Сахрањен је на гробљу Валдфриедхов у Штарнбергу.

## Стваралаштво
По доласку у Краљевину СХС да би преживео почео је као путујући сликар радећи копије познатих слика. Касније током живота у Југославији прочуо се као сликар битака где је насликао: Бородинску битку, Битку код Лајпцига, Улазак Мињина и Пожарског у Москву, Молитва  Шамиља пред битку, Последња резерва добровољачке војске. Урадио је слике за Музеј руске коњице у Руском дому „Николај  II“ у Београду (сада у Лејквуду, Њу Џерзи, САД).
За нас су од посебног значаја два његова дела: Бој на Мишару и Портрет краља Александра I Kapaђopђeвића, а ту су и Тројка, Козаци у јуришу, Двобој коњаника, Коњи и многа друга.
Шелоумов је сликао пејзаже руске степе са коњима и призорима лова. Аутор олтарних икона у руској цркви св. Арханђела Михаила у Зрењанину. Учествовао је на изложбама руско-српских уметника (јун и септембар 1924), Великој изложби руске уметности (1930) у Београду. Са групом уметника организовао је путујућу изложбу по Војводини, која је постигла велики успех.

### Самосталне изложбе:
- 1962. - Минхен, 150. годишњица Домовинског рата 1812;
- 1972 - Штарнберг и Минхен, 80. годишњи јубилеј А. Шелоумова;[11][12]
- 1978 - Минхен, поводом отварања Олимпијских игара;
- 1978 - Венецуела, град Маракаи (где је био у посети пасторки);
- 1979 - Штутгарт.[13][14]

Године 1966. минхенска издавачка кућа Neimanis објавила је портфолио са репродукцијама његових слика битака. На свој 90. рођендан, 1982. године, добио је титулу почасног грађанина Штарнберга и градској власти поклонио слику „Руска тројка“..
Године 2006, бројна уметничка дела донирана су фондовима Централног музеја оружаних снага у Москви од америчко-руског културнообразовног и добротворног друштва „Родина“.